# 新疆生产建设兵团第一师六团
新疆生产建设兵团第一师六团是中华人民共和国新疆生产建设兵团第一师下辖的一个团，与2016年1月9日成立的新疆维吾尔自治区阿拉尔市双城镇实行“团镇合一”的管理体制。一师六团团部办公楼位於迎宾路87号。

## 行政区划
新疆生产建设兵团第一师六团下辖以下单位：幸福路社区、迎宾路社区、一连、二连、三连、四连、五连、六连、七连、八连、九连和十连。